# Luizito
José Luís Couto Pereira da Silva, mais conhecido como Luizito (Rio de Janeiro, 28 de março de 1954 - 6 de setembro de 2015), foi um intérprete de sambas-de-enredo brasileiro, que embora tivesse seu início na Caprichosos de Pilares, ficou conhecido por substituir Jamelão, no ano de 2007, quando o antigo intérprete estava internado em estado grave. 
Na Mangueira, em seu primeiro ano como intérprete, sofreu um princípio de enfarte durante um ensaio técnico, mas persistiu e cantou no desfile oficial, mesmo desnobrecendo a ordem médica e entre 2010 e 2012, fez parte dos Três Tenores com Zé Paulo e respectivamente com Rixxah e depois Ciganerey. E em 2013 com a aquisição de Agnaldo Amaral mais a continuação de Zé Paulo e Ciganerey, do Quarteto Fantástico. 
Com a eleição de Chiquinho da Mangueira a presidência da verde e rosa. voltou a ser único intérprete da escola, onde inclusive recebeu um Estandarte de Ouro, em 2015. 
Faleceu em 2015, aos 61 anos, vitima de um infarto fulminante, na casa da namorada no Morro da Mangueira, após sair da quadra, durante as eliminatórias de samba-enredo para 2016.

## Premiações
Estandarte de Ouro
1. 2015 - Melhor Intérprete [4]

Tamborim de Ouro
1. 2007 - A Voz da Avenida [5]